# Jonas Jimenez
Jonas Jimenez est un joueur international suisse de rink hockey. Il évolue, en 2015, au sein du Montreux HC. Il est également le coach historique du club de unihockey des Riviera Raptors à Vevey. Il a notamment coaché Patrick Ohnmacht pendant plusieurs saisons.

## Palmarès
En 2015, il participe au championnat du monde de rink hockey en France.

## Référence
1. ↑  (pt) « Plantel » [archive du 25 juillet 2015], sur mundial2015.hoqueipt.com (consulté le 25 juillet 2015)
2. ↑  « Composition de l’équipe de Suisse de Rink Hockey », sur mondialvendee2015.com (consulté le 25 juillet 2015)